# Stazione meteorologica di Cumiana
La stazione meteorologica di Cumiana è la stazione meteorologica di riferimento relativa alla località di Cumiana.

## Coordinate geografiche
La stazione meteo si trova nell'Italia nord-occidentale, in Piemonte, in provincia di Torino, nel comune di Cumiana, a 294 metri s.l.m. e alle coordinate geografiche 44°59′N 7°22′E.

## Dati climatologici
In base alla media trentennale di riferimento 1961-1990, la temperatura media del mese più freddo, gennaio, si attesta a -0,3 °C; quella del mese più caldo, luglio, è di +21,8 °C.
Le precipitazioni medie annue si aggirano tra i 750 e gli 800 mm, mediamente distribuite in 74 giorni, e presentano minimi relativi in inverno ed estate e massimi in primavera ed autunno .
| Cumiana             | Mesi | Mesi | Mesi | Mesi | Mesi | Mesi | Mesi | Mesi | Mesi | Mesi | Mesi | Mesi | Stagioni | Stagioni | Stagioni | Stagioni | Anno |
| Cumiana             | Gen  | Feb  | Mar  | Apr  | Mag  | Giu  | Lug  | Ago  | Set  | Ott  | Nov  | Dic  | Inv      | Pri      | Est      | Aut      | Anno |
| ------------------- | ---- | ---- | ---- | ---- | ---- | ---- | ---- | ---- | ---- | ---- | ---- | ---- | -------- | -------- | -------- | -------- | ---- |
| T. max. media (°C)  | 3,6  | 6,9  | 12,0 | 16,8 | 21,2 | 25,7 | 28,3 | 26,7 | 22,2 | 16,1 | 9,3  | 4,5  | 5,0      | 16,7     | 26,9     | 15,9     | 16,1 |
| T. min. media (°C)  | −4,2 | −1,7 | 1,3  | 5,1  | 9,4  | 13,4 | 15,4 | 15,0 | 12,1 | 7,1  | 1,3  | −3,3 | −3,1     | 5,3      | 14,6     | 6,8      | 5,9  |
| Precipitazioni (mm) | 51   | 69   | 76   | 78   | 98   | 83   | 42   | 57   | 52   | 87   | 53   | 36   | 156      | 252      | 182      | 192      | 782  |
| Giorni di pioggia   | 5    | 6    | 7    | 7    | 9    | 8    | 5    | 6    | 5    | 6    | 6    | 4    | 15       | 23       | 19       | 17       | 74   |